# مستعین
مستعین یا ابوالعباس احمد بن محمد المعتصم بن الرشید، المستعین بالله خلیفه عباسی بغداد بود. او در سال‌های ۸۶۲ تا ۸۶۶ میلادی فرمان راند. او مردی نمکین و سفیدچهره بود و در ادبیات و شعر مهارت داشت. در روزی که ابوجعفر محمد منتصر درگذشت، با وی بیعت شد. اما ترکان شورش کرده، او را از خلافت برداشتند و با یکی از پسران متوکل بیعت کردند و جنگ میان دو خلیفه درگرفت تا این که به توطئه ترکان کشته شد.